# Alexandre Durimel
Alexandre Benjamin Durimel (n. 16 martie 1990, Paris, Franța) este un fotbalist francez care evoluează la clubul CA Bastia pe postul de fundaș central.

## Legături externe
- Alexandre Durimel la Romaniansoccer
- Alexandre Durimel Arhivat în 6 martie 2016, la Wayback Machine. la Soccerway